# Apenheul
El Apenheul es un parque zoológico especializado en primates. Se ubica en la localidad de Apeldoorn (Países Bajos) desde el año 1971.

## Historia
El parque Apenheul fue ideado por el fotógrafo Wim Mager en la década de los sesenta, cuando aún era legal que los particulares tuvieran primates en cautividad. Mager, que había tenido varios primates como mascotas, pensó que tanto humanos como primates se beneficiarían de poder albergar a los animales en un ambiente más parecido a su hábitat natural. Creó apen-heul cuyo nombre deriva de las palabras apen (monos, en holandés) y heul (en alemán antiguo significa paraíso seguro).
Con el transcurrir de los años, el parque se fue ampliando y adquiriendo nuevas especies. En 1976 llegó el primer gorila al parque y tres años más tarde, en 1979, nació la primera cría. Desde 1979 han nacido 35 nuevos gorilas en el parque. Cuenta con 18 animales de esta especie y es uno de los mayores parques de primates en todo el mundo.
En 1995 comenzaron a incorporarse a la colección nuevas especies de primates, entre ellas un grupo de 11 bonobos, que se aumentó después del nacimiento de dos nuevos individuos desde su llegada en 1998. En 1999 se inauguró una instalación de orangutanes.
Desde 1986 el parque de primates Apenheul es gestionado por la fundación homónima, que invierte sus beneficios en educación y protección de la naturaleza.

## Especies en exhibición
En el parque se exhiben más de 30 especies de primates como gorilas, orangutanes, monos, entre otros.